# Château de Bouëtiez
Le château de Bouétiez est un édifice situé à Hennebont, en France.

## Situation
Le château est situé sur le territoire de la commune de Hennebont, au lieu-dit le Bouétiez, dans le département du Morbihan, en région Bretagne.

## Description
Le château date des XVIIIe et XIXe siècles, édifice à un étage carré et un étage de comble, élévation à travées, construit en moellons de granite. Toiture à longs pans couverte d'ardoises, croupe.

## Histoire
Le château est inscrit à l'inventaire général du patrimoine culturel. Le château a été le berceau de la famille noble bretonne du Bouëtiez de Kerorguen, transformé en maison de retraite au XXIe siècle.